# Liste der Stolpersteine in Oberhausen
Die Liste der Stolpersteine in Oberhausen enthält alle Stolpersteine, die im Rahmen des gleichnamigen Kunst-Projekts von Gunter Demnig in Oberhausen verlegt wurden. Mit ihnen soll Opfern des Nationalsozialismus gedacht werden, die in Oberhausen lebten und wirkten. Bis Februar 2025 wurden in Oberhausen mehr als 300 Stolpersteine verlegt.

## Stolpersteine in Oberhausen
| Adresse                                            | Verlege- datum                                                       | Person, Inschrift | Bild | Anmerkung |
| -------------------------------------------------- | -------------------------------------------------------------------- | --- | --- | --- |
| Albertstraße 21 ·                                  | 10. Feb. 2010                                                        | Hier wohnte Nathan Fuchs Jg. 1881 misshandelt von SA 1936 tot an den Folgen 15. März 1938 | Bild gesucht Die Wikipedia wünscht sich an dieser Stelle ein Bild vom Ort mit diesen Koordinaten 51.48215 6.848831 . Motiv: Albertstraße 21: die Stolpersteine für die Familie Fuchs, die Lage und das Haus Falls du dabei helfen möchtest, erklärt die Anleitung , wie das geht. BW                                      | |
| Albertstraße 21 ·                                  | 10. Feb. 2010                                                        | Hier wohnte Ester Fuchs geb. Mandel Jg. 1889 abgeschoben Dezember 1938 Polen Ghetto Kolomea deportiert 1942 Theresienstadt ermordet                                                           | Bild gesucht Die Wikipedia wünscht sich an dieser Stelle ein Bild vom hier behandelten Ort. Weitere Infos zum Motiv findest du vielleicht auf der Diskussionsseite . Falls du dabei helfen möchtest, erklärt die Anleitung , wie das geht. BW                                                                             | |
| Albertstraße 21 ·                                  | 10. Feb. 2010                                                        | Hier wohnte Leo Fuchs Jg. 1923 Schulverbot 1936 abgeschoben Dezember 1938 Polen Arbeitslager Janow Lubelski ermordet 1943                                                                     | Bild gesucht Die Wikipedia wünscht sich an dieser Stelle ein Bild vom hier behandelten Ort. Weitere Infos zum Motiv findest du vielleicht auf der Diskussionsseite . Falls du dabei helfen möchtest, erklärt die Anleitung , wie das geht. BW                                                                             | |
| Albertstraße 21 ·                                  | 10. Feb. 2010                                                        | Hier wohnte Sabine Fuchs Jg. 1916 gedemütigt/entrechtet Schulverbot 1937 Flucht 1937 Palästina                                                                                                | Bild gesucht Die Wikipedia wünscht sich an dieser Stelle ein Bild vom hier behandelten Ort. Weitere Infos zum Motiv findest du vielleicht auf der Diskussionsseite . Falls du dabei helfen möchtest, erklärt die Anleitung , wie das geht. BW                                                                             | |
| Alsenstraße 11 ·                                   | 27. Feb. 2014                                                        | Hier wohnte Johanna Lück | Bild gesucht Die Wikipedia wünscht sich an dieser Stelle ein Bild vom Ort mit diesen Koordinaten 51.4688796 6.8617806 . Motiv: Stolperstein Alsenstraße 11 Falls du dabei helfen möchtest, erklärt die Anleitung , wie das geht. BW                                                                                       | |
| Alsenstraße 61 ·                                   | 7. Dez. 2009                                                         | Hier wohnte Max Sander | Bild gesucht Die Wikipedia wünscht sich an dieser Stelle ein Bild vom Ort mit diesen Koordinaten 51.466058 6.861313 . Motiv: Alsenstraße 61: die Stolpersteine für die Familie Sander, die Lage und das Haus Falls du dabei helfen möchtest, erklärt die Anleitung , wie das geht. BW                                     | |
| Alsenstraße 61 ·                                   | 7. Dez. 2009                                                         | Hier wohnte Erna Sander | Bild gesucht Die Wikipedia wünscht sich an dieser Stelle ein Bild vom hier behandelten Ort. Weitere Infos zum Motiv findest du vielleicht auf der Diskussionsseite . Falls du dabei helfen möchtest, erklärt die Anleitung , wie das geht. BW                                                                             | |
| Alsenstraße 61 ·                                   | 7. Dez. 2009                                                         | Hier wohnte Erich Sander | Bild gesucht Die Wikipedia wünscht sich an dieser Stelle ein Bild vom hier behandelten Ort. Weitere Infos zum Motiv findest du vielleicht auf der Diskussionsseite . Falls du dabei helfen möchtest, erklärt die Anleitung , wie das geht. BW                                                                             | |
| Alsenstraße 61 ·                                   | 7. Dez. 2009                                                         | Hier wohnte Grete Sander | Bild gesucht Die Wikipedia wünscht sich an dieser Stelle ein Bild vom hier behandelten Ort. Weitere Infos zum Motiv findest du vielleicht auf der Diskussionsseite . Falls du dabei helfen möchtest, erklärt die Anleitung , wie das geht. BW                                                                             | |
| Am Grafenbusch 30 ·                                | 2. März 2015                                                         | Hier wohnte Emma Schüring | Bild gesucht Die Wikipedia wünscht sich an dieser Stelle ein Bild vom Ort mit diesen Koordinaten 51.4916937 6.8643766 . Motiv: Stolperstein Am Grafenbusch 30 Falls du dabei helfen möchtest, erklärt die Anleitung , wie das geht. BW                                                                                    | |
| Am Walde 3b ·                                      | 28. März 2017                                                        | Hier wohnte Wilhelm Hetkamp Jg. 1913 Zeuge Jehovas Kriegsdienst verweigert verhaftet 1939 Gefangenenlager Oberems 1941 Berlin-Moabit Todesurteil 1941 enthauptet 31.1.1942 Brandenburg-Görden | | |
| Am Walde 3b ·                                      | 28. März 2017                                                        | Hier wohnte Elise Hetkamp geb. Krämer Jg. 1917 Zeugin Jehovas verhaftet 1943 Gefängnis Essen Hamm, Schwelm entlassen 3.4.1945                                                                 | | |
| Arndtstraße 100 ·                                  | 5. Feb. 2016                                                         | Hier wohnte Maria Alles | Bild gesucht Die Wikipedia wünscht sich an dieser Stelle ein Bild vom Ort mit diesen Koordinaten 51.479576 6.866299 . Motiv: Arndtstraße 100: der Stolperstein für Maria Alles, die Lage und das Haus Falls du dabei helfen möchtest, erklärt die Anleitung , wie das geht. BW                                            | |
| Arndtstraße 109 ·                                  | 21. Feb. 2024                                                        | Hier wohnte Walter Wandrey Jg. 1906 im Widerstand / KPD verhaftet 5.5.1933 Gerichtsgefängnis Oberhausen 'Vorbereitung zum Hochverrat' entlassen 15.5.1934                                     | Bild gesucht Die Wikipedia wünscht sich an dieser Stelle ein Bild vom Ort mit diesen Koordinaten 51.480331 6.86662 . Motiv: Arndtstraße 109: Stolperstein für Walter Wandrey, die Lage und das Haus Falls du dabei helfen möchtest, erklärt die Anleitung , wie das geht. BW                                              | |
| Bahnhofstraße 21 ·                                 | 13. Jan. 2009                                                        | Hier wohnte Abraham Ascher Friedler Jg. 1904 Flucht 1933 Holland überlebt in Palästina | | |
| Bahnhofstraße 39 ·                                 | 13. Jan. 2009                                                        | Hier wohnte Nathan Cohen Jg. 1879 deportiert 1942 ermordet 1942 in Łodz | | |
| Bahnhofstraße 39 ·                                 | 13. Jan. 2009                                                        | Hier wohnte Betty Cohen geb. Heymann Jg. 1883 deportiert 1942 ermordet 1942 in Łodz | | |
| Bahnhofstraße 39 ·                                 | 13. Jan. 2009                                                        | Hier wohnte Ursula Cohen Jg. 1921 deportiert 1942 ermordet 1942 in Łodz | | |
| Bahnhofstraße 55 ·                                 | 7. März 2023                                                         | Hier wohnte/arbeitete Martha Zerkowski geb. Gottschalk Jg. 1875 Geschäft 'arisiert' 1938 unfreiwillig verzogen 1941 Holten deportiert 1942 Transit-Ghetto Izbica ermordet                     | | |
| Bahnhofstraße 55 ·                                 | 7. März 2023                                                         | Hier wohnte/arbeitete Frieda Gottschalk Jg. 1883 Geschäft 'arisiert' 1938 unfreiwillig verzogen 1941 Holten deportiert 1942 Transit-Ghetto Izbica ermordet                                    | | |
| Bahnhofstraße 55 ·                                 | 7. März 2023                                                         | Hier wohnte/arbeitete Lina Gottschalk Jg. 1886 Geschäft 'arisiert' 1938 unfreiwillig verzogen 1941 Holten deportiert 1942 Transit-Ghetto Izbica ermordet                                      | | |
| Bahnstraße 145 ·                                   | 17. März 2022                                                        | Hier wohnte Hermann Eggener Jg. 1866 'Schutzhaft' 1938 Gefängnis Oberhausen tot 19.3.1941 | | |
| Bahnstraße 145 ·                                   | 17. März 2022                                                        | Hier wohnte Julie 'Julchen' Eggener geb. Löwenberg Jg. 1877 deportiert 1942 Transit-Ghetto Izbica ermordet                                                                                    | | |
| Bebelstraße 247 ·                                  | 29. Jan. 2008                                                        | Hier wohnte Walter Konrad Klaas | Bild gesucht Die Wikipedia wünscht sich an dieser Stelle ein Bild vom Ort mit diesen Koordinaten 51.457923 6.832001 . Motiv: Bebelstraße 247: der Stolperstein für Walter Konrad Klaas, die Lage und das Haus Falls du dabei helfen möchtest, erklärt die Anleitung , wie das geht. BW                                    | |
| Beeckerortstraße 81a ·                             | 16. März 2012                                                        | Hier wohnte Wilhelm Böke | Bild gesucht Die Wikipedia wünscht sich an dieser Stelle ein Bild vom Ort mit diesen Koordinaten 51.5010537 6.8443374 . Motiv: Stolperstein Beeckerortstraße 81a Falls du dabei helfen möchtest, erklärt die Anleitung , wie das geht. BW                                                                                 | auch 8. März 2013 wird als Verlegedatum genannt. |
| Bergmannstraße 6 ·                                 | 7. Dez. 2009                                                         | Hier wohnte Martin Heix | Stolperstein Martin Heix | |
| Blücherstraße 49 ·                                 | 16. März 2012                                                        | Hier wohnte Benno Caspary Jg. 1880 Flucht 1936 Palästina überlebt | Bild gesucht Die Wikipedia wünscht sich an dieser Stelle ein Bild vom Ort mit diesen Koordinaten 51.4656867 6.8604072 . Motiv: Stolperstein Blücherstraße 49 Falls du dabei helfen möchtest, erklärt die Anleitung , wie das geht. BW                                                                                     | |
| Blücherstraße 49 ·                                 | 16. März 2012                                                        | Hier wohnte Elsbeth Caspary geb. Moses Jg. 1880 Flucht 1936 Palästina überlebt | Bild gesucht Die Wikipedia wünscht sich an dieser Stelle ein Bild vom Ort mit diesen Koordinaten 51.4656867 6.8604072 . Motiv: Stolperstein Blücherstraße 49 Falls du dabei helfen möchtest, erklärt die Anleitung , wie das geht. BW                                                                                     | |
| Blücherstraße 73 ·                                 | 17. März 2022                                                        | Hier wohnte Annemarie Stevens | Bild gesucht Die Wikipedia wünscht sich an dieser Stelle ein Bild vom Ort mit diesen Koordinaten 51.465614 6.862839 . Motiv: Blücherstraße 73: Stolperstein für Annemarie Stevens, die Lage und das Haus Falls du dabei helfen möchtest, erklärt die Anleitung , wie das geht. BW                                         | |
| Bonmannstraße 63 ·                                 | 13. Jan. 2009                                                        | Hier wohnte Kaplan Heinrich Schmitz | Bild gesucht Die Wikipedia wünscht sich an dieser Stelle ein Bild vom Ort mit diesen Koordinaten 51.4816201 6.8357324 . Motiv: Stolperstein Bonmannstraße 63 Falls du dabei helfen möchtest, erklärt die Anleitung , wie das geht. BW                                                                                     | |
| Borkstraße 2a ·                                    |                                                                      | Hier wohnte Bruno Blank | Bild gesucht Die Wikipedia wünscht sich an dieser Stelle ein Bild vom Ort mit diesen Koordinaten 51.518094 6.881322 . Motiv: Borkstraße 2a: der Stolperstein für Bruno Blank, die Lage und das Haus Falls du dabei helfen möchtest, erklärt die Anleitung , wie das geht. BW                                              | |
| Bottroper Straße 64 ·                              | 4. Apr. 2019                                                         | Hier wohnte Franz Hörstmann | Bild gesucht Die Wikipedia wünscht sich an dieser Stelle ein Bild vom Ort mit diesen Koordinaten 51.49952 6.873254 . Motiv: Bottroper Straße 64: Stolperstein für Franz Hörstmann, die Lage und das Haus Falls du dabei helfen möchtest, erklärt die Anleitung , wie das geht. BW                                         | |
| Bottroper Straße 159 ·                             | 27. Feb. 2014                                                        | Hier wohnte Familie Kainer | Bild gesucht Die Wikipedia wünscht sich an dieser Stelle ein Bild vom Ort mit diesen Koordinaten 51.50063 6.88608 . Motiv: Stolperstein Bottroper Straße 159 Falls du dabei helfen möchtest, erklärt die Anleitung , wie das geht. BW                                                                                     | |
| Braunschweigstraße 41 ·                            | 27. Feb. 2014                                                        | Hier wohnte Karl Huschke | Bild gesucht Die Wikipedia wünscht sich an dieser Stelle ein Bild vom Ort mit diesen Koordinaten 51.5092272 6.8408434 . Motiv: Stolperstein Braunschweigstraße 41 Falls du dabei helfen möchtest, erklärt die Anleitung , wie das geht. BW                                                                                | |
| Broicher Straße 40 ·                               | 17. März 2022                                                        | Hier wohnte Anneliese Klein Jg. 1914 gedemütigt/entrechtet Eheverbot durch Bombenangriff schwer verletzt Lazarett Lübeck tot 8.1.1945                                                         | | |
| Broicher Straße 40 ·                               | 17. März 2022                                                        | Hier wohnte Klaus Klein Klaus Ruloff Jg. 1940 mit Hilfe überlebt | | |
| Buschhausener Straße 58 ·                          | 22. Okt. 2008                                                        | Hier wohnte Siegmund Blumenthal | Bild gesucht Die Wikipedia wünscht sich an dieser Stelle ein Bild vom Ort mit diesen Koordinaten 51.4790483 6.8484475 . Motiv: Stolperstein Buschhausener Str. 58 Falls du dabei helfen möchtest, erklärt die Anleitung , wie das geht. BW                                                                                | |
| Buschhausener Straße 58 ·                          | 22. Okt. 2008                                                        | Hier wohnte Mathilde Blumenthal | | |
| Buschhausener Straße 70 ·                          | 26. Feb. 2021                                                        | Hier wohnte Helene Amalie Lion | Bild gesucht Die Wikipedia wünscht sich an dieser Stelle ein Bild vom Ort mit diesen Koordinaten 51.479588 6.847543 . Motiv: Buschhausener Straße 70: Stolpersteine für die Geschwister Lion, die Lage und das Haus Falls du dabei helfen möchtest, erklärt die Anleitung , wie das geht. BW                              | |
| Buschhausener Straße 70 ·                          | 26. Feb. 2021                                                        | Hier wohnte Kurt Curtis Lion | Bild gesucht Die Wikipedia wünscht sich an dieser Stelle ein Bild vom hier behandelten Ort. Weitere Infos zum Motiv findest du vielleicht auf der Diskussionsseite . Falls du dabei helfen möchtest, erklärt die Anleitung , wie das geht. BW                                                                             | |
| Cuxhavener Straße 26/28 ·                          | 5. Feb. 2016                                                         | Hier wohnte Hermann Eul Jg. 1893 im Widerstand/KPD seit 1933 mehrfach verhaftet 'Vorbereitung zum Hochverrat' 1944 Mittelbau Dora befreit                                                     | | |
| Dieckerstraße 86 ·                                 | 16. März 2012                                                        | Hier wohnte Maria Hendricks | Bild gesucht Die Wikipedia wünscht sich an dieser Stelle ein Bild vom Ort mit diesen Koordinaten 51.4701055 6.8778037 . Motiv: Stolperstein Dieckerstraße 86 Falls du dabei helfen möchtest, erklärt die Anleitung , wie das geht. BW                                                                                     | |
| Düppelstraße 112 ·                                 | 26. Feb. 2021                                                        | Hier wohnte Erich Schleimer | Bild gesucht Die Wikipedia wünscht sich an dieser Stelle ein Bild vom Ort mit diesen Koordinaten 51.466098 6.858817 . Motiv: Düppelstraße 112: Stolpersteine für Familie Schleimer, die Lage und das Haus Falls du dabei helfen möchtest, erklärt die Anleitung , wie das geht. BW                                        | |
| Düppelstraße 112 ·                                 | 26. Feb. 2021                                                        | Hier wohnte Berta Schleimer | Bild gesucht Die Wikipedia wünscht sich an dieser Stelle ein Bild vom hier behandelten Ort. Weitere Infos zum Motiv findest du vielleicht auf der Diskussionsseite . Falls du dabei helfen möchtest, erklärt die Anleitung , wie das geht. BW                                                                             | |
| Düppelstraße 112 ·                                 | 26. Feb. 2021                                                        | Hier wohnte Ursula Schleimer | Bild gesucht Die Wikipedia wünscht sich an dieser Stelle ein Bild vom hier behandelten Ort. Weitere Infos zum Motiv findest du vielleicht auf der Diskussionsseite . Falls du dabei helfen möchtest, erklärt die Anleitung , wie das geht. BW                                                                             | |
| Duisburger Straße 149 ·                            | 17. März 2022                                                        | Hier wohnte Ida Funke | Bild gesucht Die Wikipedia wünscht sich an dieser Stelle ein Bild vom Ort mit diesen Koordinaten 51.480218 6.846852 . Motiv: Duisburger Straße 149: Stolperstein für Ida Funke, die Lage und das Haus Falls du dabei helfen möchtest, erklärt die Anleitung , wie das geht. BW                                            | |
| Duisburger Straße 155 ·                            | 17. März 2022                                                        | Hier wohnte Martha Auch | Bild gesucht Die Wikipedia wünscht sich an dieser Stelle ein Bild vom Ort mit diesen Koordinaten 51.479921 6.846113 . Motiv: Duisburger Straße 155: Stolperstein für Martha Auch, die Lage und das Haus Falls du dabei helfen möchtest, erklärt die Anleitung , wie das geht. BW                                          | |
| Elsässer Straße 27 ·                               | 15. März 2012                                                        | Hier wohnte Alex Rosenbaum | Bild gesucht Die Wikipedia wünscht sich an dieser Stelle ein Bild vom Ort mit diesen Koordinaten 51.470248 6.85384 . Motiv: Elsässer Straße 27: die Stolpersteine für die Familie Rosenbaum, die Lage und das Haus Falls du dabei helfen möchtest, erklärt die Anleitung , wie das geht. BW                               | |
| Elsässer Straße 27 ·                               | 15. März 2012                                                        | Hier wohnte Helene Rosenbaum | Bild gesucht Die Wikipedia wünscht sich an dieser Stelle ein Bild vom hier behandelten Ort. Weitere Infos zum Motiv findest du vielleicht auf der Diskussionsseite . Falls du dabei helfen möchtest, erklärt die Anleitung , wie das geht. BW                                                                             | |
| Elsässer Straße 27 ·                               | 15. März 2012                                                        | Hier wohnte Ilse Rosenbaum | Bild gesucht Die Wikipedia wünscht sich an dieser Stelle ein Bild vom hier behandelten Ort. Weitere Infos zum Motiv findest du vielleicht auf der Diskussionsseite . Falls du dabei helfen möchtest, erklärt die Anleitung , wie das geht. BW                                                                             | |
| Elsässer Straße 27 ·                               | 15. März 2012                                                        | Hier wohnte Gert Rosenbaum | Bild gesucht Die Wikipedia wünscht sich an dieser Stelle ein Bild vom hier behandelten Ort. Weitere Infos zum Motiv findest du vielleicht auf der Diskussionsseite . Falls du dabei helfen möchtest, erklärt die Anleitung , wie das geht. BW                                                                             | |
| Emschertalstraße 3 ·                               | 2. März 2015                                                         | Hier wohnte Johann Vondern | Bild gesucht Die Wikipedia wünscht sich an dieser Stelle ein Bild vom Ort mit diesen Koordinaten 51.4927454 6.8327 . Motiv: Stolperstein Emschertalstraße 3 Falls du dabei helfen möchtest, erklärt die Anleitung , wie das geht. BW                                                                                      | |
| Erlenstraße 34 ·                                   | 22. Okt. 2008                                                        | Hier wohnte Heinrich Döhring Jg. 1912 verhaftet 5.9.1933 tot an Haftfolgen 10.6.1937 | | |
| Fahnhorststraße 78 ·                               | 17. März 2022                                                        | Hier wohnte Alfons Krist Jg. 1918 im Widerstand/DJK verhaftet 1939 'Wehrkraftzersetzung' Sachsenhausen 1940 Dachau, Neuengamme Afrika Strafdivision 999 befreit Mai 1943                      | Bild gesucht Die Wikipedia wünscht sich an dieser Stelle ein Bild vom Ort mit diesen Koordinaten 51.505102 6.873179 . Motiv: Fahnhorststraße 78: Stolperstein für Alfons Krist, die Lage und das Haus Falls du dabei helfen möchtest, erklärt die Anleitung , wie das geht. BW                                            | [ 2 ] |
| Falkensteinstraße 329 ·                            | 29. Jan. 2008                                                        | Hier wohnte Erwin Blumenthal | Bild gesucht Die Wikipedia wünscht sich an dieser Stelle ein Bild vom Ort mit diesen Koordinaten 51.475927 6.884817 . Motiv: Falkensteinstraße 329: Stolperstein für Erwin Blumenthal, die Lage und das Haus Falls du dabei helfen möchtest, erklärt die Anleitung , wie das geht. BW                                     | |
| Flaßhofstraße/Ecke Hermann-Albertz-Straße ·        | 5. Feb. 2016                                                         | Hier wohnte Fritz Janke Jg. 1910 im Widerstand/KPD verhaftet 1934 'Vorbereitung zum Hochverrat' Sachsenhausen entlassen 1937                                                                  | | |
| Flügelstraße 35 ·                                  | 27. Feb. 2014                                                        | Hier wohnte Friedrich Kamleiter Jg. 1899 im Widerstand / KPD mehrfach verhaftet zuletzt 1944 Zuchthaus Lüttringhausen ermordet 13.4.1944 Solingen-Ohligs                                      | | |
| Flügelstraße 35 ·                                  | 27. Feb. 2014                                                        | Hier wohnte Else Kamleiter Jg. 1895 im Widerstand / KPD verhaftet 1943 'Vorbereitung zum Hochverrat' Strafanstalt Remscheid befreit 19.4.1945 überlebt                                        | | |
| Freiherr-vom-Stein-Straße 28 ·                     | 5. Feb. 2016                                                         | Hier wohnte Helmut Kurt Stuhlemmer | Bild gesucht Die Wikipedia wünscht sich an dieser Stelle ein Bild vom Ort mit diesen Koordinaten 51.474677 6.860777 . Motiv: Freiherr-vom-Stein-Straße 28: Stolperstein für Helmut Kurt Stuhlemmer, die Lage und das Haus Falls du dabei helfen möchtest, erklärt die Anleitung , wie das geht. BW                        | |
| Friedenstraße 9 ·                                  | 19. März 2020                                                        | Hier wohnte Gerson Handgriff Jg. 1873 deportiert 1942 Theresienstadt 1942 Treblinka ermordet                                                                                                  | | |
| Friedenstraße 9 ·                                  | 19. März 2020                                                        | Hier wohnte Eva Handgriff | | |
| Friedenstraße 12 ·                                 | 10. Feb. 2010                                                        | Hier wohnte Georg Saur Jg. 1900 im Widerstand verhaftet 1933 Gefängnis Essen 1934 Sachsenhausen Ravensbrück geflohen Mai 1945 überlebt                                                        | | |
| Friedenstraße 23 ·                                 | 28. März 2017                                                        | Hier wohnte Alexander Benjamin Jg. 1882 deportiert 1942 Theresienstadt ermordet 1.10.1943 | | |
| Friedenstraße 23 ·                                 | 28. März 2017                                                        | Hier wohnte Pauline Benjamin geb. Lucas Jg. 1870 deportiert 1942 Theresienstadt ermordet 2.4.1943                                                                                             | | |
| Friedenstraße 47 ·                                 | 7. Apr. 2011                                                         | Hier wohnte Hugo Stehberg Jg. 1891 Berufsverbot 1938 'Schutzhaft' 1938 Dachau Flucht 1939 Chile überlebt                                                                                      | | |
| Friedenstraße 47 ·                                 | 7. Apr. 2011                                                         | Hier wohnte Gertrud Stehberg geb. Isenberg Jg. 1893 Flucht 1939 Chile überlebt | | |
| Friedenstraße 47 ·                                 | 7. Apr. 2011                                                         | Hier wohnte Alfred Stehberg Jg. 1920 'Schutzhaft' 1938 Sachsenhausen Flucht 1939 England/Chile überlebt                                                                                       | | |
| Friedenstraße 47 ·                                 | 7. Apr. 2011                                                         | Hier wohnte Ursula Schwarcz geb. Stehberg Jg. 1923 Flucht 1939 Chile überlebt | | |
| Friedenstraße 47 ·                                 | 19. März 2020                                                        | Hier wohnte Leopold Stern Jg. 1885 Flucht 1939 USA | | |
| Friedenstraße 47 ·                                 | 19. März 2020                                                        | Hier wohnte Hedwig Stern geb. Hirschberg Jg. 1892 Flucht 1939 USA | | |
| Friedenstraße 49 ·                                 | 7. März 2023                                                         | Hier wohnte Therese Philipps geb. Spiegel Jg. 1868 gedemütigt/entrechtet Wohnhaus 'arisiert' 1938 unfreiwillig verzogen 1938 Düsseldorf tot 21.12.1941                                        | | |
| Friedenstraße 49 ·                                 | 7. März 2023                                                         | Hier wohnte Hugo Philipps Jg. 1893 Geschäft 'arisiert' 1938 'Schutzhaft' 1938 Dachau unfreiwillig verzogen 1938 Düsseldorf deportiert 1941 Łodz/Litzmannstadt ermordet 9.9.1942               | | |
| Friedenstraße 49 ·                                 | 7. März 2023                                                         | Hier wohnte Margot Philipps geb. Perl Jg. 1908 unfreiwillig verzogen 1938 Düsseldorf deportiert 1941 Łodz/Litzmannstadt 1933 Chelmno/Kulmhof ermordet Juni 1944                               | | |
| Friedenstraße 49 ·                                 | 7. März 2023                                                         | Hier wohnte Else Philipps Jg. 1896 unfreiwillig verzogen 1938 Düsseldorf Flucht 1939 England                                                                                                  | | |
| gegenüber Friedrich-Karl-Straße 26 ·               | 7. März 2023                                                         | Hier wohnte Hermann Hertz Jg. 1883 'Schutzhaft' 1938 Gefängnis Oberhausen verhaftet Sept. 1942 Todesurteil Köln hingerichtet 30.7.1943 Gefängnis Klingelpütz                                  | | |
| gegenüber Friedrich-Karl-Straße 26 ·               | 7. März 2023                                                         | Hier wohnte Anna Katharina Hertz geb. Oberfohren Jg. 1903 verhaftet Sept. 1942 Gefängnis Klingelpütz entlassen 1942 mit Hilfe überlebt                                                        | | |
| gegenüber Friedrich-Karl-Straße 26 ·               | 7. März 2023                                                         | Hier wohnte Anneliese Hertz verh. Laski Jg. 1926 Ausbildungsverbot mit Hilfe überlebt | | |
| Friedrich-Karl-Straße 26 ·                         | 5. Feb. 2018                                                         | Hier wohnte Elsbeth Gordon geb. Rosenbaum gesch. Stern Jg. 1904 Flucht 1933 Frankreich USA | | |
| Friedrich-Karl-Straße 26 ·                         | 5. Feb. 2018                                                         | Hier wohnte Rudy Gordon geb. Stern Jg. 1931 Flucht 1933 Frankreich USA | | |
| Friedrich-Karl-Straße 26 ·                         | 5. Feb. 2018                                                         | Hier wohnte Meinhard Stern Jg. 1898 Flucht 1933 Frankreich verhaftet 1941 Zwangsarbeiterlager Mauriac entlassen 1942 mit Hilfe überlebt                                                       | | |
| Friedrich-Karl-Straße 30 ·                         | 15. März 2012                                                        | Hier wohnte Agnes Lichtenstein Jg. 1866 Flucht 1939 Luxemburg überlebt | | |
| Friedrich-Karl-Straße 30 ·                         | 15. März 2012                                                        | Hier wohnte Salomon Siegfried Lichtenstein | | |
| Friedrich-Karl-Straße 30 ·                         | 15. März 2012                                                        | Hier wohnte Willi Lichtenstein Jg. 1906 verhaftet 17.11.1938 Dachau deportiert 1941 Łodz ermordet 14.3.1942                                                                                   | | |
| Friedrich-Karl-Straße 30 ·                         | 15. März 2012                                                        | Hier wohnte Jeanette Lichtenstein Jg. 1908 deportiert 1941 Łodz ermordet 14.5.1942 Chelmno | | |
| Friedrich-Karl-Straße 33 ·                         | 17. März 2022                                                        | Hier wohnte Josef Penenberg Jg. 1874 'Schutzhaft' 1938 Gefängnis Oberhausen gefoltert tot an den Folgen 25.11.1938                                                                            | | |
| Friedrich-Karl-Straße 33 ·                         | 17. März 2022                                                        | Hier wohnte Selma Penenberg geb. Cohen Jg. 1875 deportiert 1941 Riga ermordet | | |
| Friedrich-Karl-Straße 33 ·                         | 17. März 2022                                                        | Hier wohnte Jany Jakob Penenberg Jg. 1914 'Schutzhaft' 1938 Gefängnis Leipzig Gefängnis Paderborn tot 30.5.1934 Umstände nie geklärt                                                          | | |
| Friedrich-Karl-Straße 48 ·                         | 22. Feb. 2024                                                        | Hier wohnte Frieda Eckstein | Bild gesucht Die Wikipedia wünscht sich an dieser Stelle ein Bild vom Ort mit diesen Koordinaten 51.470252 6.849092 . Motiv: Friedrich-Karl-Straße 48: Stolpersteine für die Familie Eckstein, die Lage und das Haus Falls du dabei helfen möchtest, erklärt die Anleitung , wie das geht. BW                             | |
| Friedrich-Karl-Straße 48 ·                         | 22. Feb. 2024                                                        | Hier wohnte Kurt Eckstein | Bild gesucht Die Wikipedia wünscht sich an dieser Stelle ein Bild vom hier behandelten Ort. Weitere Infos zum Motiv findest du vielleicht auf der Diskussionsseite . Falls du dabei helfen möchtest, erklärt die Anleitung , wie das geht. BW                                                                             | |
| Friedrich-Karl-Straße 48 ·                         | 22. Feb. 2024                                                        | Hier wohnte Else Eckstein | Bild gesucht Die Wikipedia wünscht sich an dieser Stelle ein Bild vom hier behandelten Ort. Weitere Infos zum Motiv findest du vielleicht auf der Diskussionsseite . Falls du dabei helfen möchtest, erklärt die Anleitung , wie das geht. BW                                                                             | |
| Friedrich-Karl-Straße 55 ·                         | 17. März 2022                                                        | Hier wohnte Arthur Cohen | Bild gesucht Die Wikipedia wünscht sich an dieser Stelle ein Bild vom Ort mit diesen Koordinaten 51.469575 6.848761 . Motiv: Friedrich-Karl-Straße 55: Stolpersteine für Familie Cohen, die Lage und das Haus Falls du dabei helfen möchtest, erklärt die Anleitung , wie das geht. BW                                    | |
| Friedrich-Karl-Straße 55 ·                         | 17. März 2022                                                        | Hier wohnte Erich Cohen | Bild gesucht Die Wikipedia wünscht sich an dieser Stelle ein Bild vom hier behandelten Ort. Weitere Infos zum Motiv findest du vielleicht auf der Diskussionsseite . Falls du dabei helfen möchtest, erklärt die Anleitung , wie das geht. BW                                                                             | |
| Friedrich-Karl-Straße 55 ·                         | 17. März 2022                                                        | Hier wohnte Elfriede Cohen | Bild gesucht Die Wikipedia wünscht sich an dieser Stelle ein Bild vom hier behandelten Ort. Weitere Infos zum Motiv findest du vielleicht auf der Diskussionsseite . Falls du dabei helfen möchtest, erklärt die Anleitung , wie das geht. BW                                                                             | |
| Friedrich-Karl-Straße 69 ·                         | 7. März 2023                                                         | Hier wohnte Wilhelm Zeising | Bild gesucht Die Wikipedia wünscht sich an dieser Stelle ein Bild vom Ort mit diesen Koordinaten 51.468591 6.848568 . Motiv: Friedrich-Karl-Straße 69: Stolperstein für Wilhelm Zeising und die Familie Wiemer, die Lage und das Haus Falls du dabei helfen möchtest, erklärt die Anleitung , wie das geht. BW            | |
| Friedrich-Karl-Straße 69 ·                         | 22. Feb. 2024                                                        | Hier wohnte Ella Wiemer | Bild gesucht Die Wikipedia wünscht sich an dieser Stelle ein Bild vom hier behandelten Ort. Weitere Infos zum Motiv findest du vielleicht auf der Diskussionsseite . Falls du dabei helfen möchtest, erklärt die Anleitung , wie das geht. BW                                                                             | |
| Friedrich-Karl-Straße 69 ·                         | 22. Feb. 2024                                                        | Hier wohnte Rudolf Wiemer | Bild gesucht Die Wikipedia wünscht sich an dieser Stelle ein Bild vom hier behandelten Ort. Weitere Infos zum Motiv findest du vielleicht auf der Diskussionsseite . Falls du dabei helfen möchtest, erklärt die Anleitung , wie das geht. BW                                                                             | |
| Friedrichstraße 1 ·                                | 15. März 2012                                                        | Hier wohnte Käthe Rentmeister geb. Bahl Jg. 1881 im Widerstand verhaftet 2.11.1934 Zuchthaus Bernau-Chiemsee 1937 Lichtenburg 1933 Ravensbrück befreit/überlebt                               | | |
| Friedrichstraße 1 ·                                | 15. März 2012                                                        | Hier wohnte Wilhelm Bettinger Jg. 1903 im Widerstand mehrfach verhaftet zuletzt 1937 1938 Gefängnis Oberhausen Hamm, Wuppertal, Neusustrum entlassen 27.8.1939 überlebt                       | | |
| Friedrichstraße 1 ·                                | 15. März 2012                                                        | Hier wohnte Maria Rentmeister Jg. 1905 im Widerstand Flucht 1933 Holland/Schweiz weiterhin Widerstand verhaftet 1940 Holland Zuchthaus Anrath befreit/überlebt                                | | |
| Friedrichstraße 1 ·                                | 15. März 2012                                                        | Hier wohnte Franz Rentmeister Jg. 1908 im Widerstand verhaftet 1933 Börgermoor 1934 Zuchthaus Remscheid-Lüttringhausen 1944 Zwangsarbeit Katowice befreit/überlebt                            | | |
| Friedrichstraße 1 ·                                | 15. März 2012                                                        | Hier wohnte Robert Rentmeister Jg. 1909 im Widerstand verhaftet von 1934 – 1945 mehrere Zuchthäuser und KZ befreit/überlebt                                                                   | | |
| Friedrichstraße 1 ·                                | 15. März 2012                                                        | Hier wohnte Hans Rentmeister Jg. 1911 im Widerstand verhaftet 4.3.1934 Wuppertal-Elberfeld 1935 Esterwegen 1936 Sachsenhausen entlassen Mai 1938 1943 zur Roten Armee                         | | |
| Friedrichstraße 1 ·                                | 15. März 2012                                                        | Hier wohnte Klara Rentmeister geb. Schulz Jg. 1911 im Widerstand verhaftet 2.11.1934 Gefängnis Essen/Hamm überlebt                                                                            | | |
| Friedrichstraße 1 ·                                | 15. März 2012                                                        | Hier wohnte Willi Rentmeister Jg. 1913 im Widerstand Flucht 1934 Frankreich 1936 Spanienkämpfer interniert 1943 Gestapohaft mehrere KZ befreit/überlebt                                       | | |
| Friedrichstraße 1 ·                                | 15. März 2012                                                        | Hier wohnte Grete Rentmeister geb. Hoffmann Jg. 1915 im Widerstand verhaftet 1934 Gefängnis Essen überlebt                                                                                    | | |
| Friedrichstraße 1 ·                                | 17. März 2022                                                        | Hier wohnte Else Rentmeister Jg. 1906 im Widerstand verhaftet 1934 Gefängnis Duisburg entlassen 1934 ständig überwacht von Gestapo überlebt                                                   | | |
| Gerichtstraße 18 ·                                 | 13. Jan. 2009                                                        | Hier wohnten Berta und Dr. Max Münchhausen mit Hans und Gerda | Stolpersteine für Familie Münchhausen | |
| Gewerkschaftsstraße 1 ·                            | 8. März 2013                                                         | Hier wohnte Rosalie Fischer | Bild gesucht Die Wikipedia wünscht sich an dieser Stelle ein Bild vom Ort mit diesen Koordinaten 51.4714511 6.8588232 . Motiv: Stolperstein Gewerkschaftsstr. 01 Falls du dabei helfen möchtest, erklärt die Anleitung , wie das geht. BW                                                                                 | |
| Gewerkschaftsstraße 76-78 ·                        | 16. März 2012                                                        | Hier wohnte Wilhelm Schönen Jg. 1894 im Widerstand mehrmals verhaftet zuletzt 1944 Ersatz-Gefängnis Zeche Oberhausen überlebt                                                                 | Stolperstein Wilhelm Schönen | |
| Gildenstraße 7 ·                                   | 29. Jan. 2008                                                        | Hier wohnte Ernst Elsberg | Stolpersteine für die Familien Elsberg und Jülich in Oberhausen Osterfeld, Gildenstr. 7 | |
| Gildenstraße 7 ·                                   | 29. Jan. 2008                                                        | Hier wohnte Meta Elsberg | Stolpersteine für die Familien Elsberg und Jülich in Oberhausen Osterfeld, Gildenstr.7 | |
| Gildenstraße 7 ·                                   | 29. Jan. 2008                                                        | Hier wohnte Gerd Elsberg | Stolpersteine für die Familien Elsberg und Jülich in Oberhausen Osterfeld, Gildenstr.7 | |
| Gildenstraße 7 ·                                   | 7. Apr. 2011                                                         | Hier wohnte Berthold Jülich | Stolpersteine für die Familien Elsberg und Jülich in Oberhausen Osterfeld, Gildenstr.7 | |
| Gildenstraße 7 ·                                   | 7. Apr. 2011                                                         | Hier wohnte Jenny Jülich | Stolpersteine für die Familien Elsberg und Jülich in Oberhausen Osterfeld, Gildenstr.7 | |
| Goethestraße 4 ·                                   | 7. Dez. 2009                                                         | Hier wohnte Hermann Jülich | Bild gesucht Die Wikipedia wünscht sich an dieser Stelle ein Bild vom Ort mit diesen Koordinaten 51.476886 6.864421 . Motiv: Goethestraße 4: der Stolperstein für Hermann Jülich, die Lage und das Haus Falls du dabei helfen möchtest, erklärt die Anleitung , wie das geht. BW                                          | |
| Goethestraße 28 ·                                  | 19. März 2020                                                        | Hier wohnte Hubert Böhmer | Bild gesucht Die Wikipedia wünscht sich an dieser Stelle ein Bild vom Ort mit diesen Koordinaten 51.476764 6.866554 . Motiv: Goethestraße 28: Stolperstein für Hubert Böhmer, die Lage und das Haus Falls du dabei helfen möchtest, erklärt die Anleitung , wie das geht. BW                                              | |
| Grenzstraße 230a ·                                 | 29. Jan. 2008                                                        | Hier wohnte Isidor Kahn | Bild gesucht Die Wikipedia wünscht sich an dieser Stelle ein Bild vom Ort mit diesen Koordinaten 51.464849 6.859667 . Motiv: Grenzstraße 230a: die Stolpersteine für das Ehepaar Kahn, die Lage und das Haus Falls du dabei helfen möchtest, erklärt die Anleitung , wie das geht. BW                                     | |
| Grenzstraße 230a ·                                 | 29. Jan. 2008                                                        | Hier wohnte Jetta Kahn | Bild gesucht Die Wikipedia wünscht sich an dieser Stelle ein Bild vom hier behandelten Ort. Weitere Infos zum Motiv findest du vielleicht auf der Diskussionsseite . Falls du dabei helfen möchtest, erklärt die Anleitung , wie das geht. BW                                                                             | |
| Grevenstraße 17 ·                                  | 5. Feb. 2018                                                         | Hier wohnte Hans Althoff | Bild gesucht Die Wikipedia wünscht sich an dieser Stelle ein Bild vom Ort mit diesen Koordinaten 51.462473 6.848935 . Motiv: Grevenstraße 17: Stolperstein für Hans Althoff, die Lage und das Haus Falls du dabei helfen möchtest, erklärt die Anleitung , wie das geht. BW                                               | |
| Gymnasialstraße 9 ·                                | 22. Feb. 2024                                                        | Hier wohnte Ernst Klestadt Jg. 1893 Geschäft 1939 'arisiert' Flucht 1940 Holland tot 22. Aug. 1942                                                                                            | | |
| Gymnasialstraße 9 ·                                | 22. Feb. 2024                                                        | Hier wohnte Irma Irene Klestadt geb. Katz Jg. 1893 Flucht 1940 Holland interniert 1943 Westerbork deportiert Sobibor ermordet 23.4.1943                                                       | | |
| Gymnasialstraße 9 ·                                | 22. Feb. 2024                                                        | Hier wohnte Gerhard Lutz Klestadt Jg. 1921 gedemütigt/entrechtet Flucht England 1938 | | |
| Gymnasialstraße 9 ·                                | 22. Feb. 2024                                                        | Hier wohnte Hannelore Klestadt Jg. 1923 gedemütigt/entrechtet Flucht 1938 England | | |
| Gymnasialstraße 9 ·                                | 22. Feb. 2024                                                        | Hier wohnte Margot Klestadt Jg. 1927 gedemütigt/entrechtet Flucht 1938 England | | |
| Gymnasialstraße 9 ·                                | 22. Feb. 2024                                                        | Hier wohnte Wolfgang Klestadt Jg. 1932 Flucht 1940 Holland interniert 1943 Westerbork deportiert Sobibor ermordet 23.4.1943                                                                   | | |
| Hagedornstraße ·                                   | 8. März 2013                                                         | Hier wohnte Edmund Fehlings Jg. 1923 Edelweißpirat mehrmals verhaftet zuletzt 1941 Arbeitserziehungslager Hunswinkel Kriegsdienst statt KZ-Haft tot 21.7.1943 Beldjaschki                     | | |
| Hagedornstraße 49 ·                                | 5. Feb. 2018                                                         | Hier wohnte Anna Stein geb. Klein Jg. 1887 seit 1926 in mehreren Heilanstalten 'verlegt' 20.8.1941 Hadamar ermordet 20.8.1941 'Aktion T4'                                                     | | |
| Havensteinstraße 52 ·                              | 15. März 2012                                                        | Hier wohnte Siegfried Samson | Stolperstein in Oberhausen für Siegfried Samson.1 Stein, Havensteinstraße 52, 15. März 2012 | |
| Havensteinstraße 52 ·                              | 17. März 2022                                                        | Hier wohnte Lehmann Oppenheimer | Bild gesucht Die Wikipedia wünscht sich an dieser Stelle ein Bild vom Ort mit diesen Koordinaten 51.46924 6.855191 . Motiv: Havensteinstraße 52: Stolpersteine für die Familie Oppenheimer, die Lage und das Haus Falls du dabei helfen möchtest, erklärt die Anleitung , wie das geht. BW                                | |
| Havensteinstraße 52 ·                              | 17. März 2022                                                        | Hier wohnte Rachel Rosa Oppenheimer | Bild gesucht Die Wikipedia wünscht sich an dieser Stelle ein Bild vom hier behandelten Ort. Weitere Infos zum Motiv findest du vielleicht auf der Diskussionsseite . Falls du dabei helfen möchtest, erklärt die Anleitung , wie das geht. BW                                                                             | |
| Havensteinstraße 52 ·                              | 17. März 2022                                                        | Hier wohnte Arthur Julius Oppenheimer | Bild gesucht Die Wikipedia wünscht sich an dieser Stelle ein Bild vom hier behandelten Ort. Weitere Infos zum Motiv findest du vielleicht auf der Diskussionsseite . Falls du dabei helfen möchtest, erklärt die Anleitung , wie das geht. BW                                                                             | |
| Havensteinstraße 52 ·                              | 17. März 2022                                                        | Hier wohnte Ernst Oppenheimer | Bild gesucht Die Wikipedia wünscht sich an dieser Stelle ein Bild vom hier behandelten Ort. Weitere Infos zum Motiv findest du vielleicht auf der Diskussionsseite . Falls du dabei helfen möchtest, erklärt die Anleitung , wie das geht. BW                                                                             | |
| Heiderhöfen 57 ·                                   | 26. Feb. 2021                                                        | Hier wohnte Ingeborg Tritt Jg. 1929 eingewiesen 1939 Heilanstalt Bad Kreuznach 'verlegt' 8.5.1943 Am Steinhof Wien tot 25.10.1945 Ursache: fortgesetzte Mangelernährung                       | | |
| Heiderhöfen 110 ·                                  | 22. Feb. 2024                                                        | Hier wohnte Reinhold Zeitz Jg. 1889 im Widerstand/KPD verhaftet 23.4.1933 Verstoß gegen Sprengstoffgesetz Gefängnis Oberhausen misshandelt 1933 Lüttringhausen entlassen 23.4.1936            | | |
| Helmholtzstraße Höhe Nr. 20 ·                      | 13. Jan. 2009                                                        | Hier wohnten Isaak Isidor und Bertha Eigenfeld mit Dagobert, Else-Esther und Regina | Stolperstein in Oberhausen für Familie Eigenfeld.5 Steine, Helmholtzstraße Höhe Nr. 20, 13. Januar 2009 | |
| Helmholtzstraße 63 ·                               | 21. Feb. 2024                                                        | Hier wohnte Mathilde Holländer | Bild gesucht Die Wikipedia wünscht sich an dieser Stelle ein Bild vom Ort mit diesen Koordinaten 51.470016 6.854431 . Motiv: Helmholtzstraße 63: Stolperstein für Mathilde Holländer, die Lage und das Haus Falls du dabei helfen möchtest, erklärt die Anleitung , wie das geht. BW                                      | |
| Hermann-Albertz-Straße 125 ·                       | 19. März 2020                                                        | Hier wohnte Jakob Hillmann | Bild gesucht Die Wikipedia wünscht sich an dieser Stelle ein Bild vom Ort mit diesen Koordinaten 51.466911 6.854743 . Motiv: Hermann-Albertz-Straße 125: Stolpersteine für das Ehepaar Hillmann, die Lage und das Haus Falls du dabei helfen möchtest, erklärt die Anleitung , wie das geht. BW                           | |
| Hermann-Albertz-Straße 125 ·                       | 19. März 2020                                                        | Hier wohnte Rosa 'Rifka' Hillmann | Bild gesucht Die Wikipedia wünscht sich an dieser Stelle ein Bild vom hier behandelten Ort. Weitere Infos zum Motiv findest du vielleicht auf der Diskussionsseite . Falls du dabei helfen möchtest, erklärt die Anleitung , wie das geht. BW                                                                             | |
| Holderstraße 26 ·                                  | 17. März 2022                                                        | Hier wohnte Friedrich Diekmann Jg. 1909 im Widerstand/KPD intern. Brigaden, Spanien verhaftet Juli 1941 'Hochverrat' Zuchthaus Lüttringhausen überlebt                                        | | |
| Holtener Straße 36 ·                               | 7. Apr. 2011                                                         | Hier wohnte Elise Bischoff geb. Hetkamp Jg. 1909 Zeugin Jehovas verhaftet 1943 überlebt | | |
| Holtener Straße 36 ·                               | 7. Apr. 2011                                                         | Hier wohnte Wilhelm Bischoff Jg. 1908 Zeuge Jehovas mehrmals verhaftet zuletzt 1943 hingerichtet 14.8.1944 Zuchthaus Brandenburg                                                              | | |
| Hunsrückstraße 47 ·                                | 16. März 2012                                                        | Hier wohnte Johann Kaplon | Bild gesucht Die Wikipedia wünscht sich an dieser Stelle ein Bild vom Ort mit diesen Koordinaten 51.4740765 6.8809575 . Motiv: Stolperstein Hunsrückstraße 47 Falls du dabei helfen möchtest, erklärt die Anleitung , wie das geht. BW                                                                                    | |
| Hunsrückstraße 57 ·                                | 29. Jan. 2008                                                        | Hier wohnte Leo de Longueville | Bild gesucht Die Wikipedia wünscht sich an dieser Stelle ein Bild vom Ort mit diesen Koordinaten 51.473963 6.882198 . Motiv: Hunsrückstraße 57: der Stolperstein für Leo de Longueville, die Lage und das Haus Falls du dabei helfen möchtest, erklärt die Anleitung , wie das geht. BW                                   | |
| Inselstraße 27 ·                                   | 27. Feb. 2014                                                        | Hier wohnte Louis Mayer Jg. 1885 Opfer des Pogroms 1938 Geschäft wird arisiert deportiert 1942 Izbica ermordet                                                                                | | |
| Inselstraße 27 ·                                   | 27. Feb. 2014                                                        | Hier wohnte Gertrud Mayer geb. Bauer Jg. 1895 1938 Geschäft wird arisiert deportiert 1942 Izbica ermordet                                                                                     | | |
| Inselstraße 27 ·                                   | 27. Feb. 2014                                                        | Hier wohnte Edith Mayer Jg. 1924 Schulverbot 1938 Flucht 1939 USA überlebt | | |
| Kalkstraße 7 ·                                     | 7. Apr. 2011                                                         | HIER WOHNTE AUGUSTE HETKAMP GEB SCHLOMP JG. 1885 ZEUGIN JEHOVAS MEHRMALS VERHAFTET ZULETZT 1943 HINGERICHTET 11. 8.1944 GEFÄNGNIS PLOTZENSEE                                                  | Bild gesucht Die Wikipedia wünscht sich an dieser Stelle ein Bild vom Ort mit diesen Koordinaten 51.5092413 6.843961 . Motiv: Stolperstein Kalkstraße 7 Falls du dabei helfen möchtest, erklärt die Anleitung , wie das geht. BW                                                                                          | |
| Kalkstraße 7 ·                                     | 7. Apr. 2011                                                         | Hier wohnte Christine Schürmann | | |
| Karlstraße 19 ·                                    | 7. März 2023                                                         | Hier wohnte Elisabeth Theis Jg. 1934 eingewiesen 1944 Rhein. Landesklinik Bonn 'verlegt' 8.9.1944 Heilanstalt Kalmenhof-Idstein 'Kinderfachabteilung' ermordet 20.9.1944                      | | |
| Katharinenstraße 61 ·                              | 27. Feb. 2014                                                        | Hier wohnte Albert Eggert Jg. 1918 Edelweißpirat mehrfach verhaftet zuletzt 26.7.1941 Arbeitserziehungslager entlassen 30.9.1941 Schicksal unbekannt                                          | Stolperstein für Albert Eggert, Oberhausen, Katharinenstraße 61 | |
| Katharinenstraße 81 ·                              | 16. März 2012                                                        | Hier wohnte Johannes Zimorski | Bild gesucht Die Wikipedia wünscht sich an dieser Stelle ein Bild vom Ort mit diesen Koordinaten 51.4809647 6.8368225 . Motiv: Stolperstein Katharinenstraße 81 Falls du dabei helfen möchtest, erklärt die Anleitung , wie das geht. BW                                                                                  | |
| Kellenbergstraße 17 ·                              | 8. März 2013                                                         | Hier wohnte Franz Dieveling Jg. 1878 im Widerstand Berufsverbot 1933 mehrmals verhaftet zuletzt 1943 Zuchthaus Lüttringhausen befreit 29.4.1945                                               | | |
| Kettelerstraße 35 ·                                | 4. Apr. 2019                                                         | Hier wohnte Walter Gluske Jg. 1898 Zeuge Jehovas verhaftet 1935 Gefängnis Duisberg 1938 Emslandlager 1940 Sachsenhausen befreit                                                               | Stolperstein für Walter Gluske | |
| Kirchhellener Straße 87 ·                          | 15. März 2012                                                        | Kirchhellener Straße wohnten mehrere Sintifamilien Wohnwagensiedlung Vertreibung und Deportation von 1930 bis 1942                                                                            | | |
| Kirchhellener Straße 87 ·                          | 15. März 2012                                                        | Johann Mettbach Jg. 1914 verhaftet 15.1.1942 Haftanstalt Duisburg Deportiert 1943 Auschwitz 1944 Buchenwald 1945 Sachsenhausen Befreit/Überlebt                                               | | |
| Kirchhellener Straße 87 ·                          | 15. März 2012                                                        | Anna Mettbach Geb. Georg Jg. 1915 Deportiert 1943 Ermordet in Auschwitz | | |
| Kirchhellener Straße 87 ·                          | 15. März 2012                                                        | Helga Mettbach Jg. 1934 Deportiert 1943 Ermordet in Auschwitz | | |
| Kirchhellener Straße 87 ·                          | 15. März 2012                                                        | Margarete Mettbach Jg. 1936 Deportiert 1943 Auschwitz Ermordet 7.6.1944 | | |
| Kirchhellener Straße 87 ·                          | 15. März 2012                                                        | Frieda Mettbach Jg. 1938 Deportiert 1943 Auschwitz Ermordet 26.6.1944 | | |
| Kirchhellener Straße 87 ·                          | 15. März 2012                                                        | Erwin Mettbach Jg. 1940 Deportiert 1943 Ermordet in Auschwitz | | |
| Kirchhellener Straße 87 ·                          | 15. März 2012                                                        | Joachim Mettbach Jg. 1942 Tot 18.11.1942 | | |
| Klörenstraße 69 ·                                  | 15. März 2012                                                        | Hier wohnte Willy Prüfer | Bild gesucht Die Wikipedia wünscht sich an dieser Stelle ein Bild vom Ort mit diesen Koordinaten 51.4636743 6.8603708 . Motiv: Stolperstein Klörenstraße 69 Falls du dabei helfen möchtest, erklärt die Anleitung , wie das geht. BW                                                                                      | |
| Koppenburgstraße 51 ·                              | 16. März 2012                                                        | Hier wohnte Stefanie Sredzinska Jg. 1906 verhaftet 11.09.1939 Gefängnis Oberhausen / Duisburg 1939 Ravensbrück entlassen 18.11.1940 Überlebt                                                  | Stolperstein für Stefanie Sredzinska an der Koppenburgstr.51 in 46117 Oberhausen | |
| Lanterstraße 52 ·                                  | 19. März 2020                                                        | Hier wohnte Joseph Roman Mokry | Bild gesucht Die Wikipedia wünscht sich an dieser Stelle ein Bild vom Ort mit diesen Koordinaten 51.506511 6.828936 . Motiv: Lanterstraße 52: Stolpersteine für Familie Mokry, die Lage und das Haus Falls du dabei helfen möchtest, erklärt die Anleitung , wie das geht. BW                                             | |
| Lanterstraße 52 ·                                  | 19. März 2020                                                        | Hier wohnte Franziska Mokry | Bild gesucht Die Wikipedia wünscht sich an dieser Stelle ein Bild vom hier behandelten Ort. Weitere Infos zum Motiv findest du vielleicht auf der Diskussionsseite . Falls du dabei helfen möchtest, erklärt die Anleitung , wie das geht. BW                                                                             | |
| Lanterstraße 52 ·                                  | 19. März 2020                                                        | Hier wohnte Margot Mokry | Bild gesucht Die Wikipedia wünscht sich an dieser Stelle ein Bild vom hier behandelten Ort. Weitere Infos zum Motiv findest du vielleicht auf der Diskussionsseite . Falls du dabei helfen möchtest, erklärt die Anleitung , wie das geht. BW                                                                             | |
| Lanterstraße 52 ·                                  | 19. März 2020                                                        | Hier wohnte Helga Mokry | Bild gesucht Die Wikipedia wünscht sich an dieser Stelle ein Bild vom hier behandelten Ort. Weitere Infos zum Motiv findest du vielleicht auf der Diskussionsseite . Falls du dabei helfen möchtest, erklärt die Anleitung , wie das geht. BW                                                                             | |
| Leuthenstraße 54 ·                                 | 10. Feb. 2010                                                        | Hier wohnte Heinrich Hetkamp Zeuge Jehovas Jg. 1907 verhaftet 1943 hingerichtet 25.5.1943 Plötzensee                                                                                          | | |
| Leuthenstraße 77 ·                                 | 28. März 2017                                                        | Hier wohnte August Zilian Jg. 1895 im Widerstand 'Schutzhaft' 1933 Gefängnis Anrath verhaftet 1943 Gefängnis Oberhausen Gefängnis Dortmund ermordet 25.8.1944                                 | | |
| Leuthenstraße 77 ·                                 | 28. März 2017                                                        | Hier wohnte Maria Zilian geb. Grabowski Jg. 1895 im Widerstand verhaftet 1943 Gefängnis Duisburg Dortmund, Anrath entlassen März 1945                                                         | | |
| Leuthenstraße 85 ·                                 | 22. Feb. 2024                                                        | Hier wohnte Johann Weiss Jg. 1890 deportiert 1940 Zwangsarbeit Lager Görlitz Lager Hohensalza befreit                                                                                         | | |
| Leuthenstraße 85 ·                                 | 22. Feb. 2024                                                        | Hier wohnte Margarete Weiss geb. Mettbach Jg. 1885 deportiert 1940 Zwangsarbeit Lager Görlitz Lager Hohensalza befreit tot 1945                                                               | | |
| Leuthenstraße 85 ·                                 | 22. Feb. 2024                                                        | Hier wohnte Alfons Weiss Jg. 1912 verhaftet 1938 KZ Neuengamme 1942 KZ Dachau ermordet 19.9.1942                                                                                              | | |
| Leuthenstraße 85 ·                                 | 22. Feb. 2024                                                        | Hier wohnte Maria Weiss Jg. 1915 gedemütigt/entrechtet tot 19. Jan 1938 | | |
| Leuthenstraße 85 ·                                 | 22. Feb. 2024                                                        | Hier wohnte Julius Weiss Jg. 1918 deportiert 1943 Auschwitz 1944 KZ Buchenwald KZ Mittelbau-Dora ermordet                                                                                     | | |
| Leuthenstraße 85 ·                                 | 22. Feb. 2024                                                        | Hier wohnte Anna Weiss Jg. 1923 deportiert 1940 Zwangsarbeit Lager Görlitz Lager Hohensalza befreit tot 1945                                                                                  | | |
| Lipperheidstraße 16 ·                              | 7. März 2023                                                         | Hier wohnte Karl Schäfer Jg. 1863 gedemütigt/entrechtet tot 3. Jan. 1940 | Bild gesucht Die Wikipedia wünscht sich an dieser Stelle ein Bild vom Ort mit diesen Koordinaten 51.475567 6.868086 . Motiv: Lipperheidstraße 16: Stolpersteine für das Ehepaar Schäfer, die Lage und das Haus Falls du dabei helfen möchtest, erklärt die Anleitung , wie das geht. BW                                   | |
| Lipperheidstraße 16 ·                              | 7. März 2023                                                         | Hier wohnte Julia Schäfer geb. Meyer Jg. 1863 deportiert 1942 Theresienstadt ermordet 9.10.1944                                                                                               | Bild gesucht Die Wikipedia wünscht sich an dieser Stelle ein Bild vom hier behandelten Ort. Weitere Infos zum Motiv findest du vielleicht auf der Diskussionsseite . Falls du dabei helfen möchtest, erklärt die Anleitung , wie das geht. BW                                                                             | Der Stolperstein für Julia Schäfer wurde wenige Tage nach der Verlegung entwendet – einen Tag später wurde er vor einem Haus in der Straßburger Straße eingegraben aufgefunden. |
| Lipperheidstraße 34 ·                              | 8. März 2013                                                         | Hier wohnte Karl Pleines | Bild gesucht Die Wikipedia wünscht sich an dieser Stelle ein Bild vom Ort mit diesen Koordinaten 51.4761235 6.8681629 . Motiv: Stolperstein Lipperheidstr. 34 Falls du dabei helfen möchtest, erklärt die Anleitung , wie das geht. BW                                                                                    | |
| Lothringer Straße 133 ·                            | 5. Feb. 2016                                                         | Hier wohnte Hugo Grossmann | Bild gesucht Die Wikipedia wünscht sich an dieser Stelle ein Bild vom Ort mit diesen Koordinaten 51.462874 6.852159 . Weitere Infos zum Motiv findest du vielleicht auf der Diskussionsseite . Falls du dabei helfen möchtest, erklärt die Anleitung , wie das geht. BW                                                   | |
| Lothringer Str. 169 ·                              | 8. März 2013                                                         | Hier wohnte Fritz Giga | Bild gesucht Die Wikipedia wünscht sich an dieser Stelle ein Bild vom Ort mit diesen Koordinaten 51.4608799 6.8514668 . Motiv: Stolperstein Lothringer Str. 169 Falls du dabei helfen möchtest, erklärt die Anleitung , wie das geht. BW                                                                                  | |
| Marktstraße 20 ·                                   | 7. März 2023                                                         | Hier wohnte Emil Jacob | Bild gesucht Die Wikipedia wünscht sich an dieser Stelle ein Bild vom Ort mit diesen Koordinaten 51.469385 6.848589 . Motiv: Marktstraße 20: Stolperstein für die Familie Jacob, die Lage und das Haus Falls du dabei helfen möchtest, erklärt die Anleitung , wie das geht. BW                                           | |
| Marktstraße 20 ·                                   | 7. März 2023                                                         | Hier wohnte Emilie Jacob | Bild gesucht Die Wikipedia wünscht sich an dieser Stelle ein Bild vom hier behandelten Ort. Weitere Infos zum Motiv findest du vielleicht auf der Diskussionsseite . Falls du dabei helfen möchtest, erklärt die Anleitung , wie das geht. BW                                                                             | |
| Marktstraße 20 ·                                   | 7. März 2023                                                         | Hier wohnte Edith Jacob | Bild gesucht Die Wikipedia wünscht sich an dieser Stelle ein Bild vom hier behandelten Ort. Weitere Infos zum Motiv findest du vielleicht auf der Diskussionsseite . Falls du dabei helfen möchtest, erklärt die Anleitung , wie das geht. BW                                                                             | |
| Marktstraße 46 ·                                   | 29. Jan. 2008                                                        | Hier wohnte Julius Blum | Bild gesucht Die Wikipedia wünscht sich an dieser Stelle ein Bild vom Ort mit diesen Koordinaten 51.469089 6.851995 . Motiv: Marktstraße 46 (zwischen 44 und 60): die Stolpersteine für Julius Blum und Lilly Oppenheimer, die Lage und das Haus Falls du dabei helfen möchtest, erklärt die Anleitung , wie das geht. BW | |
| Marktstraße 46 ·                                   | 10. Feb. 2010                                                        | Hier wohnte Lilly Oppenheimer | Bild gesucht Die Wikipedia wünscht sich an dieser Stelle ein Bild vom hier behandelten Ort. Weitere Infos zum Motiv findest du vielleicht auf der Diskussionsseite . Falls du dabei helfen möchtest, erklärt die Anleitung , wie das geht. BW                                                                             | |
| Marktstraße 68 ·                                   | 21. Feb. 2024                                                        | Hier wohnte Bertha Oppenheimer geb. Eldodt Jg. 1875 Flucht 1933 Holland versteckt überlebt | Bild gesucht Die Wikipedia wünscht sich an dieser Stelle ein Bild vom Ort mit diesen Koordinaten 51.469021 6.853323 . Motiv: Marktstraße 68: Stolpersteine für die Familie Oppenheimer, die Lage und das Haus Falls du dabei helfen möchtest, erklärt die Anleitung , wie das geht. BW                                    | |
| Marktstraße 68 ·                                   | 21. Feb. 2024                                                        | Hier wohnte Isidor Henry Oppenheimer Jg. 1897 Flucht 1933 Holland versteckt überlebt | Bild gesucht Die Wikipedia wünscht sich an dieser Stelle ein Bild vom hier behandelten Ort. Weitere Infos zum Motiv findest du vielleicht auf der Diskussionsseite . Falls du dabei helfen möchtest, erklärt die Anleitung , wie das geht. BW                                                                             | |
| Marktstraße 68 ·                                   | 21. Feb. 2024                                                        | Hier wohnte Kurt Oppenheimer Jg. 1899 Flucht 1933 Holland deportiert 1944 Auschwitz ermordet 30.9.1944                                                                                        | Bild gesucht Die Wikipedia wünscht sich an dieser Stelle ein Bild vom hier behandelten Ort. Weitere Infos zum Motiv findest du vielleicht auf der Diskussionsseite . Falls du dabei helfen möchtest, erklärt die Anleitung , wie das geht. BW                                                                             | |
| Marktstraße 73 ·                                   | 13. Jan. 2009                                                        | Hier wohnte Hermann Albertz | Stolperstein in Oberhausen für Hermann Albertz.1 Stein, Marktstraße 73, 13. Januar 2009 | |
| Marktstraße 76 ·                                   | 7. März 2023                                                         | Hier wohnte Albert 'Adi' Limburg Jg. 1905 im Widerstand/KPD 'Schutzhaft' 1936 Esterwegen Sachsenhausen Buchenwald entlassen 1939                                                              | Bild gesucht Die Wikipedia wünscht sich an dieser Stelle ein Bild vom Ort mit diesen Koordinaten 51.468944 6.854226 . Motiv: Marktstraße 76: Stolperstein für Albert 'Adi' Limburg, die Lage und das Haus Falls du dabei helfen möchtest, erklärt die Anleitung , wie das geht. BW                                        | [ 5 ] |
| Marktstraße 125a ·                                 | 29. Jan. 2008                                                        | Hier wohnte Saul Kösten | Bild gesucht Die Wikipedia wünscht sich an dieser Stelle ein Bild vom Ort mit diesen Koordinaten 51.468659 6.858043 . Motiv: Marktstraße 125a: die Stolpersteine für die Familien Kösten und Weisbort, die Lage und das Haus Falls du dabei helfen möchtest, erklärt die Anleitung , wie das geht. BW                     | |
| Marktstraße 125a ·                                 | 29. Jan. 2008                                                        | Hier wohnte Ida Kösten | Bild gesucht Die Wikipedia wünscht sich an dieser Stelle ein Bild vom hier behandelten Ort. Weitere Infos zum Motiv findest du vielleicht auf der Diskussionsseite . Falls du dabei helfen möchtest, erklärt die Anleitung , wie das geht. BW                                                                             | |
| Marktstraße 125a ·                                 | 26. Feb. 2021                                                        | Hier wohnte Josef Weisbort | Bild gesucht Die Wikipedia wünscht sich an dieser Stelle ein Bild vom hier behandelten Ort. Weitere Infos zum Motiv findest du vielleicht auf der Diskussionsseite . Falls du dabei helfen möchtest, erklärt die Anleitung , wie das geht. BW                                                                             | |
| Marktstraße 125a ·                                 | 26. Feb. 2021                                                        | Hier wohnte Siegbert Heinz Weisbort | Bild gesucht Die Wikipedia wünscht sich an dieser Stelle ein Bild vom hier behandelten Ort. Weitere Infos zum Motiv findest du vielleicht auf der Diskussionsseite . Falls du dabei helfen möchtest, erklärt die Anleitung , wie das geht. BW                                                                             | |
| Marktstraße 184 ·                                  | 2. März 2015                                                         | Hier wohnte Otto Servos Jg. 1908 Flucht 1936 Palästina | Stolperstein Oberhausen Otto Servos | |
| Martin-Heix-Platz 1 ·                              | 5. Feb. 2018                                                         | Hier wohnte Hermann Althoff | Bild gesucht Die Wikipedia wünscht sich an dieser Stelle ein Bild vom Ort mit diesen Koordinaten 51.461429 6.852176 . Motiv: Martin-Heix-Platz 1: Stolperstein für Hermann Althoff, die Lage und das Haus Falls du dabei helfen möchtest, erklärt die Anleitung , wie das geht. BW                                        | |
| Martin-Heix-Platz 7 ·                              | 5. Feb. 2016                                                         | Hier wohnte Otto Kohler | Bild gesucht Die Wikipedia wünscht sich an dieser Stelle ein Bild vom Ort mit diesen Koordinaten 51.461409 6.852929 . Motiv: Martin-Heix-Platz 7: Stolperstein für Otto Kohler, die Lage und das Haus Falls du dabei helfen möchtest, erklärt die Anleitung , wie das geht. BW                                            | |
| Mathildestraße 42 ·                                | 7. Apr. 2011                                                         | Hier wohnte Thomas Franz Tabaschoswky Jg. 1886 im Widerstand mehrmals verhaftet zuletzt 1943 Zuchthaus Butzbach befreit/überlebt                                                              | | |
| Mathildestraße 42 ·                                | Hier wohnte Gerda Tabaschowsky Jg. 1919 Flucht 1935 Holland überlebt | | | |
| Mellinghofer Straße 119 ·                          | 21. Feb. 2024                                                        | Hier wohnte Friedrike Wientgens | Bild gesucht Die Wikipedia wünscht sich an dieser Stelle ein Bild vom Ort mit diesen Koordinaten 51.477482 6.885696 . Motiv: Mellinghofer Straße 119: Stolpersteine für die Familie Wientgens, die Lage und das Haus Falls du dabei helfen möchtest, erklärt die Anleitung , wie das geht. BW                             | |
| Mellinghofer Straße 119 ·                          | 21. Feb. 2024                                                        | Hier wohnte Heinrich Alfred Wientgens | Bild gesucht Die Wikipedia wünscht sich an dieser Stelle ein Bild vom hier behandelten Ort. Weitere Infos zum Motiv findest du vielleicht auf der Diskussionsseite . Falls du dabei helfen möchtest, erklärt die Anleitung , wie das geht. BW                                                                             | |
| Mülheimer Straße 51 ·                              | 7. Dez. 2009                                                         | Hier wohnte Moritz Marchand | Bild gesucht Die Wikipedia wünscht sich an dieser Stelle ein Bild vom Ort mit diesen Koordinaten 51.47899 6.863522 . Motiv: Mülheimer Straße 51: die Stolpersteine für die Familie Marchand, die Lage und das Haus Falls du dabei helfen möchtest, erklärt die Anleitung , wie das geht. BW                               | |
| Mülheimer Straße 51 ·                              | 7. Dez. 2009                                                         | Hier wohnte Emma Marchand | Bild gesucht Die Wikipedia wünscht sich an dieser Stelle ein Bild vom hier behandelten Ort. Weitere Infos zum Motiv findest du vielleicht auf der Diskussionsseite . Falls du dabei helfen möchtest, erklärt die Anleitung , wie das geht. BW                                                                             | |
| Mülheimer Straße 51 ·                              | 7. Dez. 2009                                                         | Hier wohnte Rosa Marchand | Bild gesucht Die Wikipedia wünscht sich an dieser Stelle ein Bild vom hier behandelten Ort. Weitere Infos zum Motiv findest du vielleicht auf der Diskussionsseite . Falls du dabei helfen möchtest, erklärt die Anleitung , wie das geht. BW                                                                             | |
| Mülheimer Straße 64 ·                              | 8. März 2013                                                         | Hier wohnte Hans Repers | Bild gesucht Die Wikipedia wünscht sich an dieser Stelle ein Bild vom Ort mit diesen Koordinaten 51.4782128 6.8637731 . Motiv: Stolperstein Mülheimer Str. 64 Falls du dabei helfen möchtest, erklärt die Anleitung , wie das geht. BW                                                                                    | |
| Mülheimer Straße 180 ·                             | 21. Feb. 2024                                                        | Hier wohnte Christoph Link | Bild gesucht Die Wikipedia wünscht sich an dieser Stelle ein Bild vom Ort mit diesen Koordinaten 51.471663 6.864123 . Motiv: Mülheimer Straße 180: Stolperstein für Christoph Link, die Lage und das Haus Falls du dabei helfen möchtest, erklärt die Anleitung , wie das geht. BW                                        | |
| Nohlstraße 57 ·                                    | 28. März 2017                                                        | Hier wohnte Eduard Kaiser | Bild gesucht Die Wikipedia wünscht sich an dieser Stelle ein Bild vom Ort mit diesen Koordinaten 51.469014 6.8575 . Motiv: Nohlstraße 57: die Stolpersteine für das Ehepaar Kaiser, die Lage und das Haus Falls du dabei helfen möchtest, erklärt die Anleitung , wie das geht. BW                                        | |
| Nohlstraße 57 ·                                    | 28. März 2017                                                        | Hier wohnte Maria Kaiser | Bild gesucht Die Wikipedia wünscht sich an dieser Stelle ein Bild vom hier behandelten Ort. Weitere Infos zum Motiv findest du vielleicht auf der Diskussionsseite . Falls du dabei helfen möchtest, erklärt die Anleitung , wie das geht. BW                                                                             | |
| Nohlstraße 74 ·                                    | 5. Feb. 2018                                                         | Hier wohnte Malli Eichberg | Bild gesucht Die Wikipedia wünscht sich an dieser Stelle ein Bild vom Ort mit diesen Koordinaten 51.468194 6.857481 . Motiv: Nohlstraße 74: Stolperstein für Malli Eichberg, die Lage und das Haus Falls du dabei helfen möchtest, erklärt die Anleitung , wie das geht. BW                                               | |
| Nohlstraße 74 ·                                    | 21. Feb. 2024                                                        | Hier wohnte Martin Wirtz | Bild gesucht Die Wikipedia wünscht sich an dieser Stelle ein Bild vom Ort mit diesen Koordinaten 51.468171 6.857486 . Motiv: Nohlstraße 74: Stolpersteine für die Familie Wirtz, die Lage und das Haus Falls du dabei helfen möchtest, erklärt die Anleitung , wie das geht. BW                                           | |
| Nohlstraße 74 ·                                    | 21. Feb. 2024                                                        | Hier wohnte Sibylla Wirtz | Bild gesucht Die Wikipedia wünscht sich an dieser Stelle ein Bild vom hier behandelten Ort. Weitere Infos zum Motiv findest du vielleicht auf der Diskussionsseite . Falls du dabei helfen möchtest, erklärt die Anleitung , wie das geht. BW                                                                             | |
| Nohlstraße 230 ·                                   | 27. Feb. 2014                                                        | Hier wohnte Karl Dohms Jg. 1904 im Widerstand / KPD mehrfach verhaftet zuletzt 1944 Neuengamme ermordet                                                                                       | Stolperstein für Karl Dohms | |
| Paul-Reusch-Straße 46 ·                            | 7. Apr. 2011                                                         | Hier wohnten Emmi und Franz Rüger | Stolpersteine in Oberhausen für Ehepaar Rüger | |
| Postweg 24 ·                                       | 19. März 2020                                                        | Hier wohnte Josef Benger Jg. 1977 deportiert 1942 Izbica ermordet | | |
| Postweg 24 ·                                       | 19. März 2020                                                        | Hier wohnte Ida Benger geb. Willinger Jg. 1885 deportiert 1942 Izbica ermordet | | |
| Richardstraße 10 ·                                 | 22. Okt. 2008                                                        | Hier wohnte Hans Müller Jg. 1914 verhaftet 1934 Zuchthaus Lüttringhausen 1938 Sachsenhausen überlebt                                                                                          | | |
| Roggenstraße 2 ·                                   | 19. März 2020                                                        | Hier wohnte Bernhard Rosenbaum Jg. 1891 'Schutzhaft' 1938 Dachau Flucht Holland deportiert 1943 Theresienstadt 1944 Auschwitz ermordet 8.10.1944                                              | | |
| Roggenstraße 2 ·                                   | 19. März 2020                                                        | Hier wohnte Elizabeth Rosenbaum geb. Frankfort Jg. 1890 Flucht Holland deportiert 1943 Theresienstadt 1944 Auschwitz ermordet                                                                 | | |
| Roggenstraße 2 ·                                   | 19. März 2020                                                        | Hier wohnte Meta Rosenbaum Jg. 1925 Flucht 1939 Holland deportiert 1942 Auschwitz ermordet 30.9.1942                                                                                          | | |
| Roonstraße 58 ·                                    | 28. März 2017                                                        | Hier wohnte Josef Manikowski Jg. 1886 Angehöriger der polnischen Minderheit verhaftet Sept. 1939 Sachsenhausen entlassen Mai 1940                                                             | | [ 6 ] |
| Rosenstraße 49 ·                                   | 7. Apr. 2011                                                         | Hier wohnte Hans Saddeler Jg. 1924 Edelweißpirat mehrmals verhaftet zuletzt 1941 Polizeigefängnis Oberhausen überlebt                                                                         | | |
| Rothebuschstraße 112 ·                             | 26. Feb. 2021                                                        | Hier wohnte Jakob Fruchtzweig | | |
| Rothebuschstraße 112 ·                             | 26. Feb. 2021                                                        | Hier wohnte Franziska Fruchtzweig | Bild gesucht Die Wikipedia wünscht sich an dieser Stelle ein Bild vom hier behandelten Ort. Weitere Infos zum Motiv findest du vielleicht auf der Diskussionsseite . Falls du dabei helfen möchtest, erklärt die Anleitung , wie das geht. BW                                                                             | |
| Rothebuschstraße 112 ·                             | 26. Feb. 2021                                                        | Hier wohnte Maria Fruchtzweig | Bild gesucht Die Wikipedia wünscht sich an dieser Stelle ein Bild vom hier behandelten Ort. Weitere Infos zum Motiv findest du vielleicht auf der Diskussionsseite . Falls du dabei helfen möchtest, erklärt die Anleitung , wie das geht. BW                                                                             | |
| Rothebuschstraße 112 ·                             | 26. Feb. 2021                                                        | Hier wohnte Benno Fruchtzweig | Bild gesucht Die Wikipedia wünscht sich an dieser Stelle ein Bild vom hier behandelten Ort. Weitere Infos zum Motiv findest du vielleicht auf der Diskussionsseite . Falls du dabei helfen möchtest, erklärt die Anleitung , wie das geht. BW                                                                             | |
| Rothebuschstraße 112 ·                             | 26. Feb. 2021                                                        | Hier wohnte Gustav Fruchtzweig | Bild gesucht Die Wikipedia wünscht sich an dieser Stelle ein Bild vom hier behandelten Ort. Weitere Infos zum Motiv findest du vielleicht auf der Diskussionsseite . Falls du dabei helfen möchtest, erklärt die Anleitung , wie das geht. BW                                                                             | |
| Rothebuschstraße 116 ·                             | 2. März 2015                                                         | Hier wohnte Arthur Staudt | Stolperstein von Arthur Staudt auf der Rothebuschstr. 116 in 46117 Oberhausen | |
| Ruprechtstraße 36 ·                                | 7. März 2023                                                         | Hier wohnte Gerhard Prinz Jg. 1901 im Widerstand/KPD angeschossen von SA 27.7.1935 tot an den Folgen 2.8.1935                                                                                 | Bild gesucht Die Wikipedia wünscht sich an dieser Stelle ein Bild vom Ort mit diesen Koordinaten 51.469678 6.830477 . Motiv: Ruprechtstraße 36: Stolperstein für Gerhard Prinz, die Lage und das Haus Falls du dabei helfen möchtest, erklärt die Anleitung , wie das geht. BW                                            | |
| Saarstraße 53 ·                                    | 2. März 2015                                                         | Hier wohnte Familie Werner, Antonie und Denny Gerson Rosenbaum | Stolperstein in Oberhausen für Familie Rosenbaum.3 Steine, Saarstraße 53, 2. Mai 2015 | |
| Saarstraße 71 ·                                    | 8. März 2013                                                         | Hier wohnte Familie Rosenbaum | Stolperstein in Oberhausen für Familie Rosenbaum.3 Steine, Saarstraße 71, 8. März 2008 | |
| Saarstraße 71 ·                                    | 5. Feb. 2018                                                         | Hier wohnte Ruth Tudge | Bild gesucht Die Wikipedia wünscht sich an dieser Stelle ein Bild vom Ort mit diesen Koordinaten 51.467924 6.85662 . Motiv: Saarstraße 71: Stolperstein für Ruth Tudge, die Lage und das Haus Falls du dabei helfen möchtest, erklärt die Anleitung , wie das geht. BW                                                    | |
| Sachsenstraße 14 ·                                 | 10. Feb. 2010                                                        | Hier wohnte Ezechiel Horowitz | Bild gesucht Die Wikipedia wünscht sich an dieser Stelle ein Bild vom Ort mit diesen Koordinaten 51.509878 6.838081 . Motiv: Sachsenstraße 14: die Stolpersteine für die Familie Horowitz, die Lage und das Haus Falls du dabei helfen möchtest, erklärt die Anleitung , wie das geht. BW                                 | |
| Sachsenstraße 14 ·                                 | 10. Feb. 2010                                                        | Hier wohnte Sara Horowitz | Bild gesucht Die Wikipedia wünscht sich an dieser Stelle ein Bild vom hier behandelten Ort. Weitere Infos zum Motiv findest du vielleicht auf der Diskussionsseite . Falls du dabei helfen möchtest, erklärt die Anleitung , wie das geht. BW                                                                             | |
| Sachsenstraße 14 ·                                 | 10. Feb. 2010                                                        | Hier wohnte Ellen Renata Horowitz | Bild gesucht Die Wikipedia wünscht sich an dieser Stelle ein Bild vom hier behandelten Ort. Weitere Infos zum Motiv findest du vielleicht auf der Diskussionsseite . Falls du dabei helfen möchtest, erklärt die Anleitung , wie das geht. BW                                                                             | |
| Schleifmühlenstraße 17 ·                           | 17. März 2022                                                        | Hier wohnte Johann Vogel Jg. 1898 im Widerstand verhaftet 8.11.1934 'Hochverrat' Zuchthaus Hameln entlassen 8.5.1938                                                                          | | |
| Schmachtendorfer Straße 80 ·                       | 22. Okt. 2008                                                        | Hier wohnte Siegesmund Gumpertz Jg. 1853 Flucht Holland 1935 interniert Westerbork deportiert 1943 Sobibor ermordet 20.4.1943                                                                 | | |
| Schmachtendorfer Straße 80 ·                       | 22. Okt. 2008                                                        | Hier wohnte Bertha Gumpertz geb. Sander Jg. 1857 Flucht Holland 1935 interniert Westerbork tot 1.4.1943                                                                                       | | |
| Schmachtendorfer Straße 104 ·                      | 5. Feb. 2016                                                         | Hier wohnte Johann Arnold Optenhövel Jg. 1912 im Widerstand / KPD seit 1937 mehrfach verhaftet 'Verdacht auf Hochverrat' zuletzt Sachsenhausen befreit                                        | | |
| Schwartzstraße 87 ·                                | 7. März 2023                                                         | Hier wohnte Heinrich Karl Emil Weirich | Bild gesucht Die Wikipedia wünscht sich an dieser Stelle ein Bild vom Ort mit diesen Koordinaten 51.473517 6.861892 . Motiv: Schwartzstraße 87: Stolperstein für Heinrich Karl Emil Weirich, die Lage und das Haus Falls du dabei helfen möchtest, erklärt die Anleitung , wie das geht. BW                               | |
| Siepmannstraße 8 ·                                 | 5. Feb. 2018                                                         | Hier wohnte Eduard Tödheide | Bild gesucht Die Wikipedia wünscht sich an dieser Stelle ein Bild vom Ort mit diesen Koordinaten 51.464525 6.867583 . Motiv: Stolperstein für Eduard Tödheide, die Lage und das Haus Falls du dabei helfen möchtest, erklärt die Anleitung , wie das geht. BW                                                             | |
| Steinbrinkstraße 196 ·                             | 29. Jan. 2008                                                        | Hier wohnte Hermann Fruchtzweig Jg. 1878 deportiert 1941 Ghetto Łodz ??? | | |
| Steinbrinkstraße 196 ·                             | 29. Jan. 2008                                                        | Hier wohnte Emilie Fruchtzweig geb. Perlstein Jg. 1885 deportiert 1941 Ghetto Łodz ??? | | |
| Steinbrinkstraße 196 ·                             | 29. Jan. 2008                                                        | Hier wohnte Hannelore Fruchtzweig Jg. 1925 misshandelt von SS deportiert 1941 Ghetto Łodz ???                                                                                                 | | |
| Steinbrinkstraße 196 ·                             | 13. Jan. 2009                                                        | Hier wohnte Edith Fruchtzweig Jg. 1910 Flucht 1941 USA überlebt | | |
| Steinbrinkstraße 196 ·                             | 13. Jan. 2009                                                        | Hier wohnte Charlotte Fruchtzweig Jg. 1912 Flucht 1933 Frankreich überlebt | | |
| Steinbrinkstraße 196 ·                             | 13. Jan. 2009                                                        | Hier wohnte Irmgard Fruchtzweig Jg. 1916 Flucht 1939 England überlebt | | |
| Steinbrinkstraße 223 ·                             | 4. Apr. 2019                                                         | Hier wohnte Rudolf Ramge Jg. 1879 im Widerstand/SPD Zwangsentlassung 1933 verhaftet 17.9.1944 'Wehrkraftzersetzung' Sachsenhausen ermordet                                                    | | |
| Steinbrinkstraße 233 ·                             | 10. Feb. 2010                                                        | Hier wohnte Heinrich Anton Otto Zeuge Jehovas Jg. 1901 verhaftet 1934 und 1935 KZ Esterwegen überlebt                                                                                         | | |
| Steinbrinkstraße 254 ·                             | 13. Jan. 2009                                                        | Hier wohnte Gedaljahu 'Gerd' Friedler Jg. 1889 verhaftet 1938 Flucht Palästina überlebt | | |
| Steinbrinkstraße 254 ·                             | 13. Jan. 2009                                                        | Hier wohnte Henny Friedler geb. Kaufmann Jg. 1894 Flucht 1939 Holland interniert 1942 Westerbork deportiert 1942 Bergen-Belsen befreit/überlebt                                               | | |
| Steinbrinkstraße 254 ·                             | 13. Jan. 2009                                                        | Hier wohnte Marie Friedler Jg. 1920 Flucht 1939 England überlebt | | |
| Steinbrinkstraße 254 ·                             | 13. Jan. 2009                                                        | Hier wohnte Samuel Friedler Jg. 1923 deportiert ermordet | | |
| Steinbrinkstraße 254 ·                             | 13. Jan. 2009                                                        | Hier wohnte Alexander Friedler Jg. 1925 Flucht 1939 Holland interniert Westerbork deportiert 1942 Auschwitz ermordet 30.9.1942                                                                | | |
| Steinbrinkstraße 254 ·                             | 13. Jan. 2009                                                        | Hier wohnte Jakob Friedler Jg. 1928 Flucht 1939 Holland überlebt in England | | |
| Steinbrinkstraße 254 ·                             | 13. Jan. 2009                                                        | Hier wohnte Solly Friedler Jg. 1930 Flucht 1939 Holland überlebt in England | | |
| Stemmerstraße 4 ·                                  | 22. Okt. 2008                                                        | Hier wohnte Anna Antonia Kaspers Jg. 1905 eingewiesen 21.3.1943 'Heilanstalt' Großschweidnitz ermordet 11.7.1943                                                                              | Hier wohnteAnna Antonia Kaspers | |
| Stöckmannstraße 38 ·                               | 13. Jan. 2009                                                        | Hier wohnten Hermann Bieber mit seiner Schwester Johanna Altena, geborene Bieber, und deren Vater Jakob Bieber.                                                                               | Stolperstein in Oberhausen für Familie Bieber.3 Steine, Stöckmannstraße 38, 13. Januar 2009 | |
| Stöckmannstraße 43 ·                               | 28. März 2017                                                        | Hier wohnte Elias Lehrer | Bild gesucht Die Wikipedia wünscht sich an dieser Stelle ein Bild vom Ort mit diesen Koordinaten 51.471141 6.850728 . Motiv: Stöckmannstraße 43: die Stolpersteine für die Familie Lehrer, die Lage und das Haus Falls du dabei helfen möchtest, erklärt die Anleitung , wie das geht. BW                                 | |
| Stöckmannstraße 43 ·                               | 28. März 2017                                                        | Hier wohnte Vita Lehrer | Bild gesucht Die Wikipedia wünscht sich an dieser Stelle ein Bild vom hier behandelten Ort. Weitere Infos zum Motiv findest du vielleicht auf der Diskussionsseite . Falls du dabei helfen möchtest, erklärt die Anleitung , wie das geht. BW                                                                             | |
| Stöckmannstraße 43 ·                               | 28. März 2017                                                        | Hier wohnte Rosa Lehrer | Bild gesucht Die Wikipedia wünscht sich an dieser Stelle ein Bild vom hier behandelten Ort. Weitere Infos zum Motiv findest du vielleicht auf der Diskussionsseite . Falls du dabei helfen möchtest, erklärt die Anleitung , wie das geht. BW                                                                             | |
| Stöckmannstraße 56 ·                               | 26. Feb. 2021                                                        | Hier wohnte Ernst Kircher | Bild gesucht Die Wikipedia wünscht sich an dieser Stelle ein Bild vom Ort mit diesen Koordinaten 51.470744 6.850795 . Motiv: Stöckmannstraße 56: Stolperstein für Ernst Kircher, die Lage und das Haus Falls du dabei helfen möchtest, erklärt die Anleitung , wie das geht. BW                                           | |
| Stöckmannstraße 58 ·                               | 21. Feb. 2024                                                        | Hier wohnte Berl Weisselberg | Bild gesucht Die Wikipedia wünscht sich an dieser Stelle ein Bild vom Ort mit diesen Koordinaten 51.470699 6.850792 . Motiv: Stöckmannstraße 58: Stolperstein für die Familie Weisselberg, die Lage und das Haus Falls du dabei helfen möchtest, erklärt die Anleitung , wie das geht. BW                                 | |
| Stöckmannstraße 58 ·                               | 21. Feb. 2024                                                        | Hier wohnte Elcie Weisselberg | Bild gesucht Die Wikipedia wünscht sich an dieser Stelle ein Bild vom hier behandelten Ort. Weitere Infos zum Motiv findest du vielleicht auf der Diskussionsseite . Falls du dabei helfen möchtest, erklärt die Anleitung , wie das geht. BW                                                                             | |
| Stöckmannstraße 58 ·                               | 21. Feb. 2024                                                        | Hier wohnte Hans Weisselberg | Bild gesucht Die Wikipedia wünscht sich an dieser Stelle ein Bild vom hier behandelten Ort. Weitere Infos zum Motiv findest du vielleicht auf der Diskussionsseite . Falls du dabei helfen möchtest, erklärt die Anleitung , wie das geht. BW                                                                             | |
| Stöckmannstraße 58 ·                               | 21. Feb. 2024                                                        | Hier wohnte Mirijam Weisselberg | Bild gesucht Die Wikipedia wünscht sich an dieser Stelle ein Bild vom hier behandelten Ort. Weitere Infos zum Motiv findest du vielleicht auf der Diskussionsseite . Falls du dabei helfen möchtest, erklärt die Anleitung , wie das geht. BW                                                                             | |
| Stöckmannstraße 92 ·                               | 26. Feb. 2021                                                        | Hier wohnte Dr. Adolf Stern | Bild gesucht Die Wikipedia wünscht sich an dieser Stelle ein Bild vom Ort mit diesen Koordinaten 51.468377 6.850396 . Motiv: Stöckmannstraße 92: Stolpersteine für Familie Stern, die Lage und das Haus Falls du dabei helfen möchtest, erklärt die Anleitung , wie das geht. BW                                          | |
| Stöckmannstraße 92 ·                               | 26. Feb. 2021                                                        | Hier wohnte Agnes Stern | Bild gesucht Die Wikipedia wünscht sich an dieser Stelle ein Bild vom hier behandelten Ort. Weitere Infos zum Motiv findest du vielleicht auf der Diskussionsseite . Falls du dabei helfen möchtest, erklärt die Anleitung , wie das geht. BW                                                                             | |
| Stöckmannstraße 92 ·                               | 26. Feb. 2021                                                        | Hier wohnte Maria Stern | Bild gesucht Die Wikipedia wünscht sich an dieser Stelle ein Bild vom hier behandelten Ort. Weitere Infos zum Motiv findest du vielleicht auf der Diskussionsseite . Falls du dabei helfen möchtest, erklärt die Anleitung , wie das geht. BW                                                                             | |
| Stöckmannstraße 92 ·                               | 26. Feb. 2021                                                        | Hier wohnte Elsbeth Katharina Stern | Bild gesucht Die Wikipedia wünscht sich an dieser Stelle ein Bild vom hier behandelten Ort. Weitere Infos zum Motiv findest du vielleicht auf der Diskussionsseite . Falls du dabei helfen möchtest, erklärt die Anleitung , wie das geht. BW                                                                             | |
| Stöckmannstraße 102 ·                              | 4. Feb. 2025                                                         | Hier wohnte Leopold Löwenstein | | |
| Stöckmannstraße 102 ·                              | 4. Feb. 2025                                                         | Hier wohnte Fritz Löwenstein | | |
| Stöckmannstraße 102 ·                              | 4. Feb. 2025                                                         | Hier wohnte Kurt Löwenstein | | |
| Stöckmannstraße 120 ·                              | 22. Okt. 2008                                                        | Hier wohnte Charles Horowitz | Stolpersteine in Oberhausen für Familie Horowitz.5 Steine, Stöckmannstraße 120, 22. Oktober 2008 | |
| Stöckmannstraße 120 ·                              | 22. Okt. 2008                                                        | Hier wohnte Lea Horowitz | | |
| Stöckmannstraße 120 ·                              | 22. Okt. 2008                                                        | Hier wohnte Jules Horowitz | | |
| Stöckmannstraße 120 ·                              | 22. Okt. 2008                                                        | Hier wohnte Adele Horowitz | | |
| Stöckmannstraße 120 ·                              | 22. Okt. 2008                                                        | Hier wohnte Suzanne Horowitz | | |
| Straßburger Straße 164 ·                           | 19. März 2020                                                        | Hier wohnte Regina Steinweg | Bild gesucht Die Wikipedia wünscht sich an dieser Stelle ein Bild vom Ort mit diesen Koordinaten 51.469875 6.868234 . Motiv: Straßburger Straße 164: Stolperstein für Regina Steinweg, die Lage und das Haus Falls du dabei helfen möchtest, erklärt die Anleitung , wie das geht. BW                                     | |
| Theresenstraße 45 ·                                | 28. März 2017                                                        | Hier wohnte Isidor Löwenhardt | Bild gesucht Die Wikipedia wünscht sich an dieser Stelle ein Bild vom Ort mit diesen Koordinaten 51.479205 6.846357 . Motiv: Theresenstraße 45: die Stolpersteine für die Familie Löwenhardt, die Lage und das Haus Falls du dabei helfen möchtest, erklärt die Anleitung , wie das geht. BW                              | |
| Theresenstraße 45 ·                                | 28. März 2017                                                        | Hier wohnte Emilie Löwenhardt | Bild gesucht Die Wikipedia wünscht sich an dieser Stelle ein Bild vom hier behandelten Ort. Weitere Infos zum Motiv findest du vielleicht auf der Diskussionsseite . Falls du dabei helfen möchtest, erklärt die Anleitung , wie das geht. BW                                                                             | |
| Theresenstraße 45 ·                                | 28. März 2017                                                        | Hier wohnte Friedel Löwenhardt | Bild gesucht Die Wikipedia wünscht sich an dieser Stelle ein Bild vom hier behandelten Ort. Weitere Infos zum Motiv findest du vielleicht auf der Diskussionsseite . Falls du dabei helfen möchtest, erklärt die Anleitung , wie das geht. BW                                                                             | |
| Ulmenstraße 27 ·                                   | 28. März 2017                                                        | Hier wohnte Friedrich Wilhelm Herkendell | Bild gesucht Die Wikipedia wünscht sich an dieser Stelle ein Bild vom Ort mit diesen Koordinaten 51.478044 6.827662 . Motiv: Ulmenstraße 27: Stolperstein für Friedrich Wilhelm Herkendell, die Lage und das Haus Falls du dabei helfen möchtest, erklärt die Anleitung , wie das geht. BW                                | |
| Von-Schelling-Straße 27 ·                          | 15. März 2012                                                        | Hier wohnte Paula Berghoff geb. Katz Jg. 1912 verhaftet 1943 Zwangsvornamen 'Sara' nicht angegeben entlassen 28. August 1944 versteckt überlebt                                               | Bild gesucht Die Wikipedia wünscht sich an dieser Stelle ein Bild vom Ort mit diesen Koordinaten 51.5028539 6.8334041 . Motiv: Stolperstein Von-Schelling-Straße 27 Falls du dabei helfen möchtest, erklärt die Anleitung , wie das geht. BW                                                                              | [ 7 ] |
| Von-Trotha-Straße 31 ·                             | 17. März 2022                                                        | Hier wohnte Rosa Reinecke geb. Stevens Jg. 1917 eingewiesen April 1937 zwangssterilisiert Krankenhaus Oberhausen entlassen April 1937                                                         | | |
| Waghalsstraße 13 ·                                 | 5. Feb. 2018                                                         | Hier wohnte Peter Jansen | Stolperstein für Peter Jansen Waghalsstr. 13, 46117 Oberhausen | |
| Wasserstraße 28 ·                                  | 27. Feb. 2014                                                        | Hier wohnte Gerhard Schumacher Jg. 1865 Zeuge Jehovas verhaftet 1936 Strafgefängnis Bochum Polizeigefängnis Duisburg entlasse 1937 tot 27.10.1943                                             | | |
| Wasserstraße 36 ·                                  | 17. März 2022                                                        | Hier wohnte Simon Wolf Jg. 1850 Haus und Grundstück 1938 'arisiert' unfreiwillig verzogen Köln tot 9.7.1939                                                                                   | | |
| Wasserstraße 36 ·                                  | 17. März 2022                                                        | Hier wohnte Johanna Wolf geb. Cappel Jg. 1861 deportiert 1942 Theresienstadt ermordet 19.10.1942                                                                                              | | |
| Wasserstraße 36 ·                                  | 17. März 2022                                                        | Hier wohnte Julius Wolf Jg. 1897 Geschäftsaufgabe 1934 'Schutzhaft' 1938 Dachau deportiert 1942 Maly Trostinec ermordet 24.7.1942                                                             | | |
| Wasserstraße 36 ·                                  | 17. März 2022                                                        | Hier wohnte Alice Wolf geb. Haas Jg. 1899 deportiert 1942 Maly Trostinec ermordet 24.7.1942                                                                                                   | | |
| Wasserstraße 36 ·                                  | 17. März 2022                                                        | Hier wohnte Kurt Wolf Jg. 1924 deportiert 1942 Maly Trostinec ermordet 24.7.1942 | | |
| Wasserstraße 36 ·                                  | 17. März 2022                                                        | Hier wohnte Hannelore Wolf Jg. 1929 deportiert 1942 Maly Trostinec ermordet 24.7.1942 | | |
| Wernerstraße · Höhe der ehemaligen Joseph-Schule · | 2. März 2015                                                         | Hier wohnte Wilhelmine Preuer | Bild gesucht Die Wikipedia wünscht sich an dieser Stelle ein Bild vom Ort mit diesen Koordinaten 51.4784696 6.8433989 . Motiv: Stolperstein Wernerstraße Falls du dabei helfen möchtest, erklärt die Anleitung , wie das geht. BW                                                                                         | |
| Willy-Brandt-Platz 4 ·                             | 10. Feb. 2010                                                        | Hier wohnte Dr. Walter Oppenheimer Jg 1897 verhaftet 1933 Berufsverbot Flucht 1936 Palästina überlebt                                                                                         | Walter Oppenheimer, Willy-Brandt-Platz 4 | |
| Wörthstraße 2 ·                                    | 8. März 2013                                                         | Hier wohnte Familie Gottschalk | Bild gesucht Die Wikipedia wünscht sich an dieser Stelle ein Bild vom Ort mit diesen Koordinaten 51.4686461 6.8550235 . Motiv: Stolperstein Wörthstraße 02 Falls du dabei helfen möchtest, erklärt die Anleitung , wie das geht. BW                                                                                       | |
| Wörthstraße 7 ·                                    | 7. Apr. 2011                                                         | Hier wohnte Familie Gladtke | Stolperstein in Oberhausen für Familie Gladtke.5 Steine, Wörthstraße 7, 7. April 2011 | |